# Himerta pumila
Himerta pumila là một loài tò vò trong họ Ichneumonidae.